# Le Joyeux Bandit
Pour plus de détails, voir Fiche technique et Distribution.
Le Joyeux Bandit (The Gay Desperado) est un film musical d'aventures américain, réalisé par Rouben Mamoulian et sorti en 1936.

## Synopsis
Un bandit mexicain qui fantasme sur les films de gangsters enlève un chanteur pour l'enrôler dans sa bande.

## Fiche technique
- Titre : Le Joyeux Bandit
- Titre original : The Gay Desperado
- Réalisation : Rouben Mamoulian
- Scénario : Leo Birinsky, Wallace Smith
- Production : Jesse L. Lasky, Mary Pickford
- Société de production : Pickford-Lasky
- Directeur de la photographie : Lucien N. Andriot
- Montage : Margaret Clancey
- Directeur musical : Alfred Newman
- Musique : Alfred Newman
- Costumes : Omar Kiam
- Pays d'origine : États-Unis
- Format : Noir et blanc - Son : Mono (Western Electric)
- Genre : Film musical
- Durée : 86 minutes
- Dates de sortie :
  - États-Unis : 2 octobre 1936
  - France : 27 novembre 1936

## Distribution
- Nino Martini : Chivo
- Ida Lupino : Jane
- Leo Carrillo : Pablo Braganza
- Harold Huber : Juan Campo
- James Blakeley : Bill Shay
- Stanley Fields : Butch
- Mischa Auer : Diego
- Adrian Rosley : Manager de la station de radio
- Paul Hurst : Détective américain
- Al Ernest Garcia : Capitaine de police
- Frank Puglia : López
- Michael Visaroff : Directeur du Théâtre
- Chris King Martin : Pancho
- Harry Semels : Manuel
- George Du Count : Salvador
- Alphonso Pedroza : Coloso
- Len Brixton : Nick